# Stazione di Bioggio Molinazzo
La stazione di Bioggio Molinazzo è una fermata ferroviaria della linea Lugano-Ponte Tresa a servizio della località Mulini di Bioggio.

## Storia
Fu aperta al servizio pubblico il 20 giugno 2001 allo scopo di migliorare le coincidenze con le autolinee. Fu infatti attivato contestualmente un nuovo terminale autopostale, che fu capolinea di due linee: quella gestita dall'Autopostale Ticino e Moesano (ATM) per la stazione di Lamone-Cadempino e quella gestita da Autolinee Regionali Luganesi (ARL) diretta verso il polo scolastico di Trevano.

## Strutture e impianti
Il piazzale è formato dal binario di corsa della linea ferroviaria e da un secondo binario tronco.

## Movimento
La fermata è servita dai treni della linea S60 della rete celere ticinese, cadenzati con frequenza di quindici minuti nei giorni feriali e semioraria in quelli festivi.

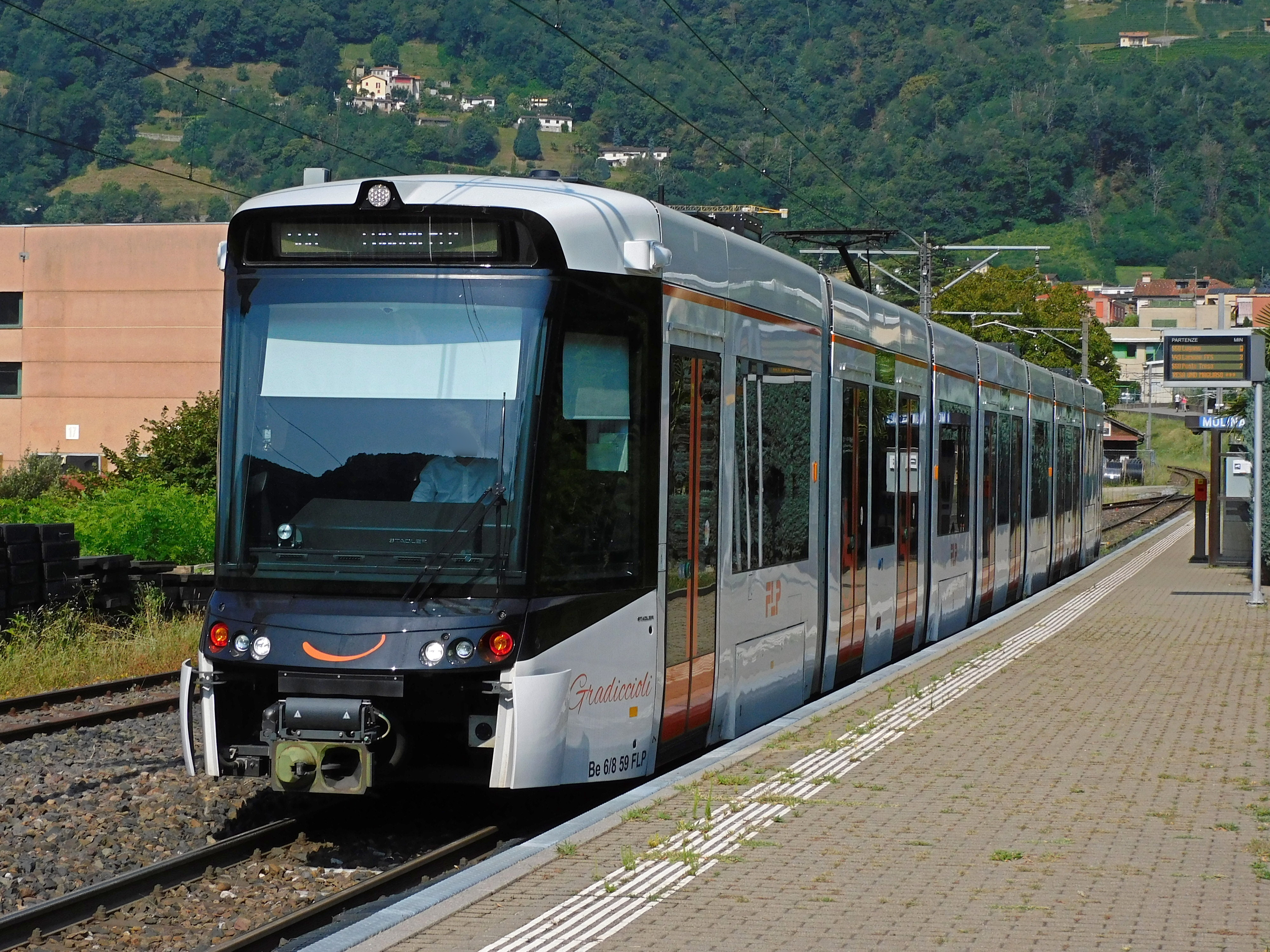
Il Be 6/8 nr. 59 "Gradiccioli" in sosta sul primo binario
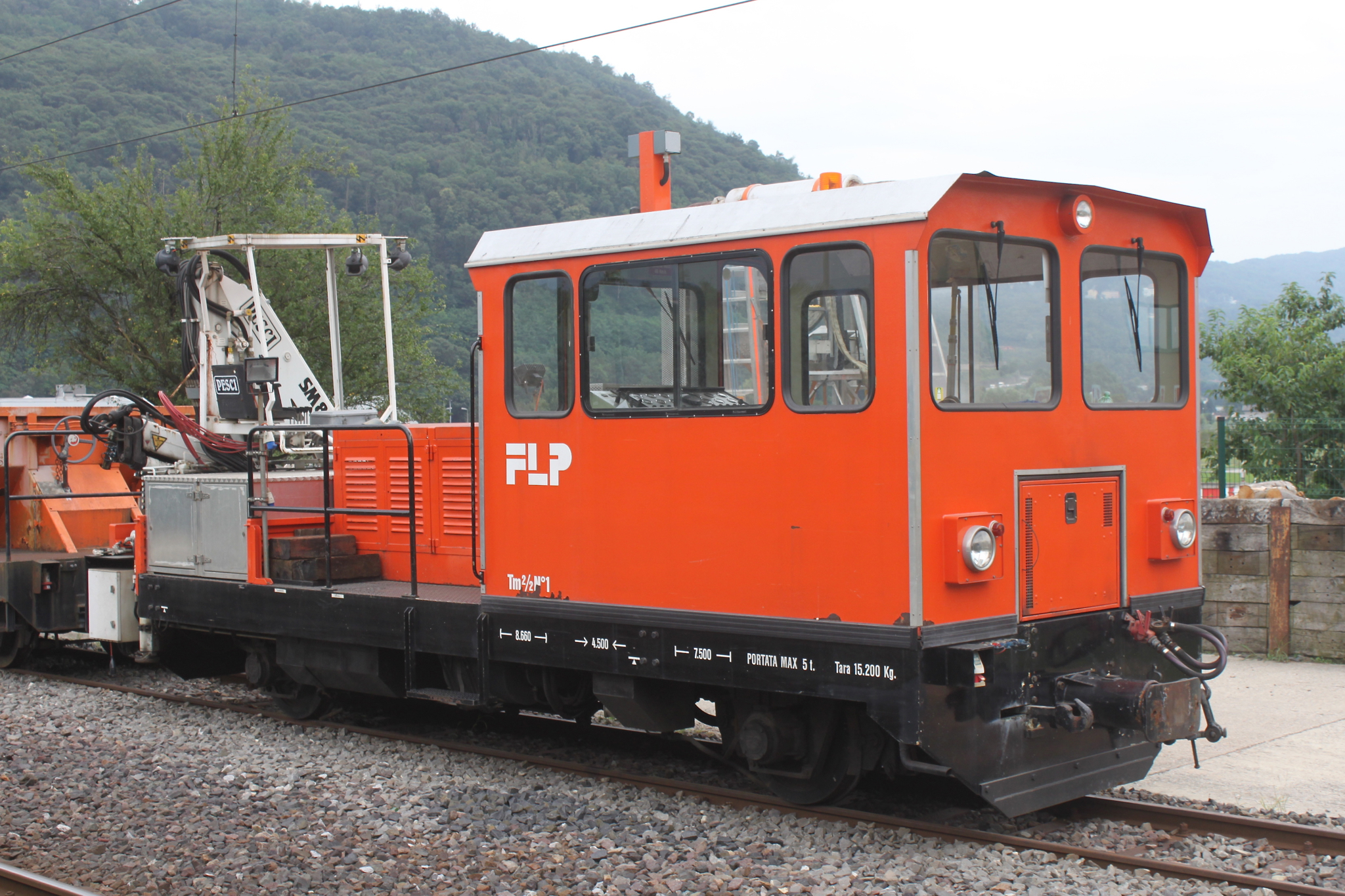
Il Tm 2/2 nr. 1 in sosta sul secondo binario

## Servizi
- Biglietteria automatica

## Interscambi
- Fermata autobus